# Tranzitul lui Mercur de pe Venus
Un tranzit astronomic al lui Mercur prin fața Soarelui se produce, văzut de pe Venus, când Mercur trece direct printre Soare și Venus, întunecând o mică parte din discul solar, din punctul de vedere al unui „ipotetic” observator venusian. 

Este foarte evident că nimeni nu a asistat la vreun astfel de tranzit, iar condițiile de observații sunt, în mod constant, defavorabile atât prin stratul gros permanent de nori de pe Venus, cât și prin condițiile extrem de ostile de la suprafața planetei. Doar de deasupra stratului de nori ar putea fi observate aceste tranzituri.

## Frecvență
Frecvența tranziturilor lui Mercur prin fața Soarelui, văzute de pe Venus, este destul de neregulată: este posibil să se producă mai multe într-un deceniu, în timp ce în alte perioade, mai multe decenii până la mai mult de un secol să nu posede niciun astfel de tranzit. 

Frecvența medie a tranziturilor lui Mercur văzute de pe Venus pare să fie mai mare decât aceea a tranziturilor lui Mercur văzute de pe Pământ.

## Listă
Lista următoare oferă un anumit număr de tranzituri, apropiate epocii noastre.
- 21 martie 1894
- 4 iunie 2007
- 18 decembrie 2012
- 17 decembrie 2016
- 2 iulie 2022
- 16 ianuarie 2028
- 1 august 2033
- 24 iunie 2058
- 24 iunie 2062
- 9 ianuarie 2064
- 8 ianuarie 2068
- 25 iulie 2069